# VV Veendam in het seizoen 1967/68
Het seizoen 1958/1959 was het 14e jaar in het bestaan van de Veendamse betaaldvoetbalclub Veendam. De club kwam uit in de Tweede divisie en eindigde daarin op de derde plaats. Na wedstrijden tegen Helmond Sport en Fortuna Vlaardingen werd promotie afdwongen naar de Eerste divisie. Tevens deed de club mee aan het toernooi om de KNVB beker, hierin werd de club in de kwartfinale uitgeschakeld door ADO (2–3).

## Wedstrijdstatistieken

### Tweede divisie
|       | AGOVV | Baronie | SC Drente | EDO   | Excelsior | Fortuna | Gooiland | De Graafschap | Heerenveen | Helmond Sport | Hermes DVS | Hilversum | Limburgia | NOAD  | PEC   | Roda JC | Wageningen | ZFC   | Zwolsche Boys |
| ----- | ----- | ------- | --------- | ----- | --------- | ------- | -------- | ------------- | ---------- | ------------- | ---------- | --------- | --------- | ----- | ----- | ------- | ---------- | ----- | ------------- |
| Thuis | 3 – 0 | 5 – 1   | 4 – 2     | 0 – 0 | 2 – 1     | 0 – 1   | 3 – 0    | 0 – 2         | 2 – 1      | 0 – 2         | 4 – 2      | 4 – 0     | 1 – 1     | 2 – 0 | 3 – 1 | 3 – 1   | 2 – 1      | 0 – 0 | 1 – 1         |
| Uit   | 1 – 0 | 0 – 1   | 1 – 2     | 2 – 3 | 2 – 0     | 0 – 0   | 2 – 2    | 1 – 1         | 5 – 1      | 2 – 1         | 0 – 1      | 0 – 0     | 0 – 1     | 1 – 0 | 1 – 2 | 3 – 0   | 1 – 1      | 0 – 3 | 1 – 5         |

### Nacompetitie
| Promotiewedstrijd                                                                                | Veendam                                                             | 2 – 1 (0 – 0) | Fortuna (Vlaardingen) |
| 26 juni 1968 Plaats: Veendam De Langeleegte Toeschouwers: 12.000 Scheidsrechter: Arie van Gemert | Hemmo Kerkhof 59' Bé Kuiper 89' (pen.)                              |               | 88' Maup Martens      |
| Promotiewedstrijd                                                                                | Helmond Sport                                                       | 5 – 1 (2 – 0) | Veendam               |
| 30 juni 1968 Plaats: Helmond De Braak Toeschouwers: 3.000 Scheidsrechter: Gerard Klaassens       | Gerrie van Berlo 4', 40' Arie Meeuwsen 50', 81' George Voorjans 87' |               | 62' Bé Kuiper         |

### KNVB beker
| Groepsfase                                              | Veendam                                        | 4 – 0 (3 – 0) | Heerenveen                                  |
| 31 december 1967 Plaats: Veendam De Langeleegte         | Hanno Feiken 9' Rikkert La Crois 21', 26', 61' |               |                                             |
| Groepsfase                                              | Veendam                                        | 1 – 1 (1 – 1) | GVAV                                        |
| 10 maart 1968 Plaats: Veendam De Langeleegte            | Henk Meuken 35'                                |               | 11' Piet Fransen                            |
| Groepsfase                                              | SC Cambuur                                     | 1 – 2 (0 – 1) | Veendam                                     |
| 24 maart 1968 Plaats: Leeuwarden Gemeentelijk Sportpark | Albert (Pier) Alma 47'                         |               | 13' Piet van Dam 60' (pen.) Bennie Specken  |
| 2e ronde                                                | Veendam                                        | 3 – 1 (2 – 0) | Willem II                                   |
| 28 april 1968 Plaats: Veendam De Langeleegte            | Rikkert La Crois 17', 20', 65'                 |               | 78' Piet Timmermans                         |
| Kwartfinale                                             | Veendam                                        | 2 – 3 (2 – 2) | ADO                                         |
| 9 mei 1968 Plaats: Veendam De Langeleegte               | Henk Meuken 37' Rikkert La Crois 42'           |               | 30', 32' Harrie Heijnen 80' Lambert Maassen |

## Statistieken Veendam 1967/1968

### Eindstand Veendam in de Nederlandse Tweede divisie 1967 / 1968
| Stand | Gespeeld | Gewonnen | Gelijk | Verloren | Punten | Doelpunten voor | Doelpunten tegen |
| ----- | -------- | -------- | ------ | -------- | ------ | --------------- | ---------------- |
| 3e    | 38       | 20       | 9      | 9        | 49     | 63              | 30               |

### Topscorers
| #      | Naam             | Goal |
| ------ | ---------------- | ---- |
| 1.     | Rikkert La Crois | 15   |
| 2.     | Jetze Pascal     | 13   |
| 3.     | Hans Ooft        | 10   |
| 4.     | Bé Kuiper        | 8    |
| 5.     | Henk Nienhuis    | 6    |
| 6.     | Jan Blijham      | 2    |
| 6.     | Piet van Dam     | 2    |
| 6.     | Henk Georg       | 2    |
| 6.     | Henk Meuken      | 2    |
| 10.    | Hanno Feiken     | 1    |
| 10.    | Henk Wollerich   | 1    |
| Totaal | Totaal           | 63   |

| #      | Naam          | Goal |
| ------ | ------------- | ---- |
| 1.     | Bé Kuiper     | 2    |
| 2.     | Hemmo Kerkhof | 1    |
| Totaal | Totaal        | 3    |

| #      | Naam             | Goal |
| ------ | ---------------- | ---- |
| 1.     | Rikkert La Crois | 7    |
| 2.     | Henk Meuken      | 2    |
| 3.     | Piet van Dam     | 1    |
| 3.     | Hanno Feiken     | 1    |
| 3.     | Bennie Specken   | 1    |
| Totaal | Totaal           | 12   |

## Voetnoten
AGOVV · Baronie · SC Drente · EDO · Excelsior · Fortuna · Gooiland · De Graafschap · Heerenveen · Helmond Sport · Hermes DVS · Hilversum · Limburgia · NOAD · PEC · Roda JC · Veendam · Wageningen · ZFC · Zwolsche Boys